# Diane Denoir
Diana Reches Mehler (Montevideo, 21 de enero de 1947), más conocida por su nombre artístico Diane Denoir, es una cantante uruguaya.

## Biografía
Es hija de dos austríacos que inmigraron a Uruguay a fines de la década de 1930.
Creció y vivió en su adolescencia en el barrio Pocitos de Montevideo.
A fines de 1966 fue una de las impulsoras de los Conciertos Beat, una serie de innovadores shows en los que se interpretaba música de diversos géneros mezclados con sketches y lectura de textos, realizados en los teatros Solís y Odeón. Es aquí, en su debut en vivo como cantante, que Diana escogió su seudónimo. 
En estos espectáculos actuó acompañada de Eduardo Mateo en guitarra (a quien conoció cuando él tocaba en un bar), Roberto Galletti en batería y Antonio 'Lobo' Lagarde en bajo.
Cantó canciones de distintos autores en francés, portugués e inglés, en ocasiones cambiando el idioma original (por ejemplo cantó en inglés "Garota de Ipanema"). Fue además la encargada de hacer pública una canción de Mateo, al interpretar "Je suis sans toi", versión francesa de "Estoy sin ti".
La reacción de los medios ante el debut de Diane fue muy favorable. Gracias a la repercusión de estos espectáculos es invitada a participar de varios programas televisivos (La Gente, Ahí viene el tranvía, Gente Joven, Discodromo), en algunos de forma semanal. Esto le permite vivir de la música en ese momento.
En 1966, a través del sello discográfico argentino Tonodisc, se editó su primera grabación, un EP con cuatro canciones cantadas en francés: "Un amour qui s’est éteint", "Je suis sans toi", "Mon amie la rose" y "J'suis snob". Los arreglos y la dirección fueron de Julio Frade.
El disco Inéditas, publicado en 1998 y reeditado en 2008, reúne algunas grabaciones de Denoir con Mateo como guitarrista, realizadas entre 1967 y 1968 y conservadas por la cantante y por Carlos Píriz. Además, una versión de "Mejor me voy" grabada por Diane y Mateo en esa época se publicó en el disco colectivo Musicasión 4 ½.
Diana se volvió amiga personal de Mateo. Ella influyó fuertemente para que él ingresara en el círculo del candombe beat.[cita requerida] Además sería la musa inspiradora de tres de las canciones más famosas de Mateo ("Y hoy te vi", "Mejor me voy" y "Esa tristeza").
En el verano de 1968 fue protagonista de una segunda ronda de Conciertos Beat en Punta del Este. En 1969 participó en Musicasión 3, dentro de una serie de espectáculos con espíritu similar a los Conciertos Beat.
En 1970 se realizó la segunda edición de un trabajo de la cantante, el sencillo publicado por el sello De la Planta con las canciones en inglés "Down The Road" y "Drummer Man".
Luego de un par de años en Europa, Diane viajó en 1971 a Buenos Aires para grabar su primer LP, con la producción de De la Planta. Las canciones del disco son en su mayoría de autoría de Eduardo Mateo. La obra no es del agrado de la cantante, quien se queja entre otras cosas del poco tiempo que tuvo para grabarlo.
El disco sería publicado recién en 1973. Fue reeditado en formato CD en 2005 y en vinilo en 2019.
Ya vuelta de Europa, el estilo de Diane ha cambiado, cantando canciones más comprometidas políticamente. En esa época compuso junto a Adela Gleijer la canción "Como un pájaro libre", que grabarían posteriormente Mercedes Sosa y el grupo Rumbo.

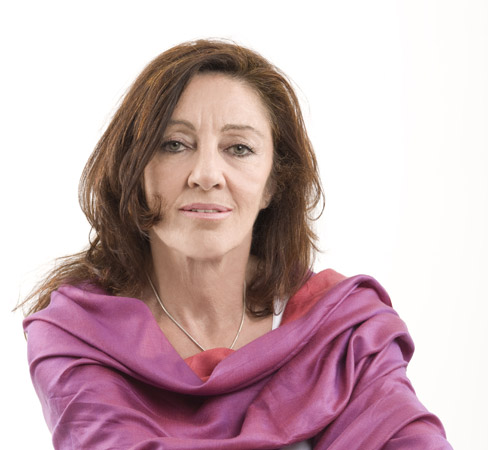
Diane Denoir en 2015.

Empezó a militar en política, adhiriendo al Frente Amplio. 
En 1973 comenzó la dictadura en Uruguay, razón por la cual la cantante decidió irse del país al año siguiente, exiliándose en Argentina.
A partir de 1975 comenzaría a recibir amenazas, por lo que se fue a vivir a Venezuela.[cita requerida]
Trabajó allí en una empresa de arquitectura, en una Universidad y en la delegación para América Latina de la Comunidad Europea. Volvió a vivir en Montevideo en 1992.
Estuvo sin dedicarse a la música por más de treinta años.
En 2008 grabó un nuevo disco, titulado Quién te viera, con canciones de variados artistas. Recibió muy buenas críticas. La artista realizó una gira por parte de su país y Buenos Aires para presentarlo, acompañada de Daniel "Lobito" Lagarde (quien arregló y dirigió musicalmente el álbum), Osvaldo Fattoruso, Andrés Bedó y Pablo Somma.
Desde su vuelta a los escenarios ha realizado diversas actuaciones, incluyendo una gira por Cuba.[cita requerida]
El 9 de marzo de 2023 fue declarada Ciudadana Ilustre de Montevideo por la Intendencia Municipal.

## Discografía
- Diane Denoir (EP, Tonodisc, 1966)
- "Down The Road" / "Drummer Man" (sencillo, De la Planta, 1970)
- Diane Denoir (LP, De la Planta, 1973; reeditado en CD por Índice Virgen en 2005 y en vinilo por Wah Wah Records en 2019)
- Inéditas (Vade Retro, 1998; reeditado por Los Años Luz, 2009)
- Quién te viera (Acqua, 2008)